# Chrysler PT Cruiser
Chrysler PT Cruiser är en retrodesignad kompaktbil i golfklassen som tillverkades av DaimlerChrysler och Magna Steyr åren 2000-2010. Från början skulle modellen hetat Plymouth PT Cruiser men fick tillverkas under Chrysler-emblemet då man lagt ner Plymouth-divisionen. Modellen var en kombination av gammalt och nytt, med tydlig design ifrån 1930-talets bulliga bilar och designelement från nya moden försökte man skapa en konkurrenskraftig kompaktbil med utstickande attityd. I Europa blev modellen ingen större succé men i USA gick det bättre. 
PT Cruiser fanns i Sverige från början med 2,0-litersmotorer men kompletterades sedan med 1,6 och 2,4-litersmotorer. 2002 kom bilen med en dieselmotor från Mercedes-koncernen. Hösten 2003 släpptes en 2,4 liters turboversion kallad GT. 
De karossversioner som finns är 5-dörrars och cabriolet. Cabrioleten släpptes 2004 och finns endast i de båda 2,4-versionerna (med och utan turbo). I Europa finns turbomodellen endast med manuell växellåda. I USA finns den med automatlåda.
2006 släpptes en ansiktslyft modell med ny front, akter samt en annan interiör. Motorer 1,6 lit, 2,4 lit sugmotorer bensin och 2,4 lit turbo bensin, samt en 2,2 liters diesel.